# Marco Rizzo
Pour les articles homonymes, voir Marco Rizzo (scénariste) et Rizzo.
Marco Rizzo (né le 12 octobre 1959 à Turin) est un homme politique italien.
Il adhère au Parti communiste italien en 1981 jusqu'à sa dissolution, puis en 1991 au Parti de la refondation communiste et ensuite en 1998 au Parti des communistes italiens. En juin 2009, il est exclu du Parti des communistes italiens pour avoir soutenu Gianni Vattimo aux élections européennes du même mois. Il fonde alors son propre mouvement, Comunisti Sinistra Popolare (Communistes gauche populaire) qui est rebaptisé Parti communiste en janvier 2014.
Il est député européen de 2004 à 2009.